# Automatism
Denna artikel behandlar begreppet inom konst och litteratur. För det psykiatriska begreppet, se automatism (psykiatri).
Automatism är ett begrepp inom den modernistiska poesin och konsten. Det innebär att man under sitt skapande låter förnuftet stå tillbaka för att tillåta en frigörelse av ett undermedvetet bildspråk. Upplevelser av religiös eller andlig automation finns för övrigt belagda sedan antiken. Modernistisk automatism tillämpades delvis redan av dadaisterna på 1910-talet (se Jean Arp), men förknippas i första hand med surrealismen, så som den definierades av André Breton i Det surrealistiska manifestet (1924), där han bland annat skrev om en "renodlad psykisk automatism". Surrealisterna ersatte det äldre övernaturliga inslaget med den psykoanalytiska teorin om det Omedvetna. Automatismen utvecklades senare vidare inom den informella konsten och den abstrakta expressionismen.
Transautomatism var däremot en beteckning Friedensreich Hundertwasser använde om sitt måleri under 1950-talets första hälft för att urskilja sina egna strävanden från den europeiska efterkrigstidens informella konst i allmänhet och tachismen i synnerhet.